# The Show Must Go Off!
The Show Must Go Off! is een albumreeks bestaande uit livealbums van verschillende artiesten, die zijn uitgegeven door Kung Fu Films. Kung Fu Films is een dochteronderneming van het Amerikaanse punklabel Kung Fu Records, het platenlabel van Joe Escalante, die zelf basgitarist is voor de punkband The Vandals en ook als muziekproducent aan de albums heeft bijgedragen. De serie, die bestaat uit negentien zogenoemde "episodes", begon in 2002 liep tot en met 2005.

## Achtergrond
De serie bestaat voornamelijk uit punkrock- en poppunkbands uit verschillende tijdperken, waaronder oudere groepen die hun bloeitijd beleefden in de jaren tachtig, latere groepen die populair werden in de jaren negentig en jongere acts die in de jaren daarna zijn opgericht of doorgebroken. De enige uitzondering hierop is Live at the Phoenix Greyhound Park uit 2003 van de cabaretier Neil Hamburger.
De serie begon in juli 2002 met de uitgave van een livealbum van The Vandals die in december 2001 was opgenomen tijdens het jaarlijkse kerstoptreden van de band. Deze uitgave droeg nog niet de titel The Show Must Go Off! op de hoes. Deze titel kwam in gebruik met de uitgave van het livealbum Live at the House of Blues van Mest in 2003. Dit werd bestempeld als "episode 2" in de serie, en het livealbum van The Vandals werd in retroperspectief als "episode 1" bestempeld. Oi to the World! Live in Concert van The Vandals is dus het enige album uit de reeks die niet The Show Must Go Off! op de hoes heeft staan. Het laatste album, episode 19 werd uitgegeven in 2005.

## Albums
| Jaar | Titel                              | Band                | Ep. |
| ---- | ---------------------------------- | ------------------- | --- |
| 2002 | Oi to the World! Live in Concert   | The Vandals         | 1   |
| 2003 | Live at the House of Blues         | Mest                | 2   |
| 2003 | Live at the Troubadour             | One Man Army        | 3   |
| 2003 | Halloween at the Metro             | Alkaline Trio       | 4   |
| 2003 | Live at the Phoenix Greyhound Park | Neil Hamburger      | 5   |
| 2003 | Live at the House of Blues         | Guttermouth         | 6   |
| 2003 | Live at the Glasshouse             | Pistol Grip         | 7   |
| 2003 | Live at the House of Blues         | Reel Big Fish       | 8   |
| 2004 | Live at the House of Blues         | The Vandals         | 9   |
| 2004 | Live at the House of Blues         | The Adolescents     | 10  |
| 2004 | Live at the House of Blues         | Goldfinger          | 11  |
| 2004 | Live at the House of Blues         | Zebrahead           | 12  |
| 2004 | This is Live, This is Murderous    | Bleeding Through    | 13  |
| 2004 | Live at the House of Blues         | The Matches         | 14  |
| 2004 | Live at the House of Blues         | Throw Rag           | 15  |
| 2005 | Live at the House of Blues         | Circle Jerks        | 16  |
| 2005 | Live at the Glasshouse             | Tsunami Bomb        | 17  |
| 2005 | Live at House of Blues L.A.        | Dance Hall Crashers | 18  |
| 2005 | Live at the Glasshouse             | The Bouncing Souls  | 19  |